# Slovenia al Junior Eurovision Song Contest
La Slovenia ha partecipato 2 volte sin dal suo debutto nel 2014. Il miglior risultato è stato ottenuto nell'edizione 2015, quando si classificó terza.
La rete che ha curato le varie partecipazioni è la RTV SLO. Si ritira a partire dal 2016.

## Partecipazioni
- Primo posto
- Secondo posto
- Terzo posto
- Ultimo posto

| Anno                                    | Artista        | Canzone               | Lingua                     | Posizione | Posizione |
| Anno                                    | Artista        | Canzone               | Lingua                     | Finale    | Punti     |
| --------------------------------------- | -------------- | --------------------- | -------------------------- | --------- | --------- |
| 2014                                    | Ula Ložar      | Niši sam (Your Light) | Sloveno, inglese           | 12º       | 29        |
| 2015                                    | Lina Kuduzović | Prva ljubezen         | Sloveno, inglese, italiano | 3º        | 112       |
| Nessuna partecipazione dal 2016 al 2025 |                |                       |                            |           |           |

## Storia delle votazioni
Al 2015, le votazioni della Slovenia sono state le seguenti: 
Punti dati
| Posizione | Stato                   | Punti |
| --------- | ----------------------- | ----- |
| 1         | Armenia Malta           | 18    |
| 2         | Russia                  | 13    |
| 3         | Italia Serbia           | 12    |
| 4         | Bulgaria                | 11    |
| 5         | Bielorussia Paesi Bassi | 17    |

Punti ricevuti
| Posizione | Stato                  | Punti |
| --------- | ---------------------- | ----- |
| 1         | Armenia Paesi Bassi    | 12    |
| 2         | Ucraina                | 10    |
| 3         | Bielorussia            | 9     |
| 4         | Bulgaria Russia Serbia | 8     |
| 5         | Italia                 | 7     |